# Лемэр, Франс Шарль
Франс Шарль Лемэр (фр. Frans C. Lemaire; род. 12 января 1927, Монтиньи-ле-Тийёль) — бельгийский музыковед.

## Биография
Получил образование в Лувенском, Гентском и Гарвардском университетах, специализируясь в инженерно-химической области и в управлении бизнесом. В 1949—1990 работал в бельгийском химическом концерне UCB, дослужившись до поста генерального менеджера сектора плёнки (одно из трёх основных направлений деятельности концерна, разрабатывавшего и производившего целлофановую и полипропиленовую плёнку). Опубликовал монографию «Затраты и рентабельность в компьютерном обеспечении» (фр. Coûts et rentabilités de l'informatique; Париж, 1972, испанский перевод 1974), посвящённую экономическим аспектам использования вычислительных машин в научно-производственной деятельности, и «Словарь окружающей среды» (фр. Dictionnaire de l'Environnement; Вервье, 1975, 1200 терминов, совместно с Эмманюэль Лемэр).
С 1946 публиковал статьи о музыке, рецензии на новые аудиозаписи. Выступал как автор программ к концертам и комментариев к дискам, выпускавшимся различными студиями, в том числе Deutsche Grammophon, — в особенности специализируясь на новейшей русской и советской музыке: в частности, с комментариями Лемэра в Европе выходили записи сочинений Сергея Рахманинова, Дмитрия Шостаковича, Моисея Вайнберга, Галины Уствольской, Валентина Сильвестрова, Фараджа Караева, Тиграна Мансуряна и др.
В 1994 опубликовал обзорный труд «Музыка XX века в России и в республиках бывшего Советского Союза» (фр. La Musique du XXe siècle en Russie et dans les anciennes Républiques soviétiques; русский перевод 2003) — «превосходную и хорошо информированную панораму новейшей русской музыки». Значительно расширенная и переработанная редакция этого труда вышла в 2005 под названием «Русская судьба и музыка: вековая история, от революции до наших дней» (фр. Le Destin russe et la musique: Un siècle de la Révolution à nos jours); в этой версии книги Лемэр сосредоточился только на музыке России, Украины и Беларуси, с добавлением материала по ведущим композиторам-эмигрантам, — центральными фигурами в книге являются Шостакович, Уствольская и Губайдулина.
В промежутке между этими двумя изданиями Лемэр выпустил, также двумя изданиями, другое масштабное исследование — «Еврейская участь и музыка. Три тысячи лет истории» (фр. Le destin juif et la musique. 3000 ans d'histoire; 2001, 2003), затрагивавшее самый широкий круг вопросов — от символики шофара и каббалистических трактовок музыки до еврейских тем у Генделя и Шостаковича — и заканчивающееся краткими биографиями 160 музыкантов еврейского происхождения.
В 2011 вышла новая книга Лемэра «Страсти в истории и музыке» (фр. La Passion dans l'histoire et la musique), прослеживающая историю отражения Страстей Христовых в музыке — от ранних сохранившихся литургических образцов через классические пассионы вплоть до новейших сочинений Кшиштофа Пендерецкого и Тристана Мюрая.
Помимо музыковедческих и музыкально-критических работ, публиковал также статьи о литературе — в частности, его статья «Духовные искания в произведениях Сент-Экзюпери» (фр. La quête du spirituel dans l’œuvre de Saint Exupéry; 1948) представляет собой одну из ранних попыток обосновать религиозный («теоцентрический») характер философии писателя. Кроме того, отдельной брошюрой вышла беседа Лемэра с российским скульптором Александром Бургановым.